# La Cassure
Pour plus de détails, voir Fiche technique et Distribution.
La Cassure est un film policier français réalisé par Ramón Muñoz, sorti en 1984.

## Fiche technique
- Titre : La Cassure
- Réalisation : Ramón Muñoz
- Scénario : Ramón Muñoz
- Production : Ramón Muñoz
- Photographie : Jean Fugazza
- Montage : Pierre Didier
- Musique : Pierre Bachelet[1]
- Genre : policier
- Durée : 88 minutes[2]
- Distribution : Avia Films
- Date de sortie:
  - France : 29 février 1984

## Distribution
- Christian Alers : Albert Thoulouse, un père de famille qui se mue en vengeur impitoyable quand les quatre flics qui ont tué sa fille par erreur sont acquittés
- Jean-Pierre Léaud : le commissaire de police Rauffast
- Danièle Maikov : Claire, une jeune ouvreuse de cinéma, qui héberge et aide Albert
- Rémi Laurent : le frère de Rauffast
- Dominique Economidès : le premier flic
- Serge Petit : le deuxième flic
- Rémy Roubakha : l'inspecteur de police Terré
- Laurent Le Diberder : l'inspecteur de police Morel
- Geneviève Guire : Mme Morel
- Carméla Valente : une prostituée
- Alain Plantier  : René le barman
- Philippe Oulaté : un inspecteur de police

## Date de sortie
Le film est réalisé et achevé dès 1981, mais ne sort en salle qu'en 1984.